# Бојан Исаиловић
Бојан Исаиловић (рођен 25. марта 1980. у Београду) је бивши српски фудбалер који је играо на позицији голмана.

## Каријера
Поникао је у омладинској школи ФК Црвена звезда. Једно време је бранио за Рад, да би пажњу на себе скренуо у дресу Севојна.
Скоро три сезоне је бранио у Чукаричком из Београда, а након дебија за сениорски тим „орлова“ прелази у турски Генчлербирлиги. Након само шест месеци се враћа у Чукарички. Од 2010. до 2012. је наступао за пољски Заглебје Лубин.

## Репрезентација
За сениорску репрезентацију Србије је дебитовао 14. децембраа 2008. у пријатељској утакмици против Пољске. Исаиловић је изабран међу 23 играча који ће представљати Србију на Светском првенству 2010. у Јужноафричкој Републици.